# Football en Algérie
 (février 2017).
Si vous disposez d'ouvrages ou d'articles de référence ou si vous connaissez des sites web de qualité traitant du thème abordé ici, merci de compléter l'article en donnant les références utiles à sa vérifiabilité et en les liant à la section « Notes et références ».
Le football en Algérie est le sport le plus pratiqué. La Fédération algérienne de football compte plus de 2 millions de licenciés.
La sélection nationale et les clubs algériens ont évolué au plus haut niveau continental et mondial.

## Histoire

### Le début

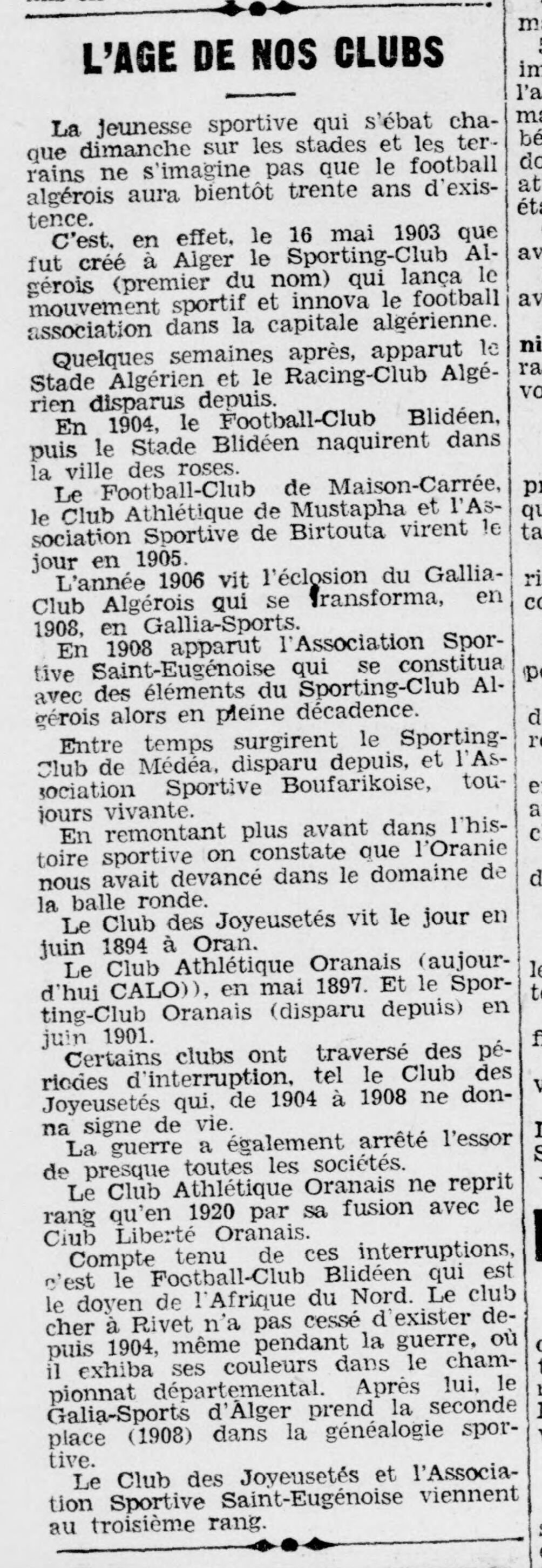
Football Club Blidéen (1904) est l'un des plus vieux clubs d'Afrique du Nord.

En 1882, alors que l'Algérie est une colonie française depuis 1830, Oran voit naître le premier club omnisports en Algérie, au Maghreb et l'un des premiers d'Afrique. L'Oranaise Club qui est créé par des colons européens. En 1894 est créé le Club des Joyeusetés d'Oran dans le quartier El-Derb, il va créer sa section football en 1897. La même année, le 5 février, est créé le Club athlétique Liberté d'Oran (CAL Oran ou CALO) sous le nom du Club athlétique d'Oran également par des colons européens dans le quartier Saint-Antoine de la ville d'Oran. D'autres clubs vont suivre après, et seront créés à Oran et dans différentes villes.
Au centre, une société de gymnastique et de sports athlétiques a été créé le 12 décembre 1911 le Croissant-Club Blidéen  sous la présidence de Mustapha Boudjakdji, ce club reviendra en janvier 1921 sous l'appellation du Sporting-Club Blidéen.
À l'ouest, les premiers clubs musulmans sont le football club musulman de mascara créé en 1913, l'étoile club musulman de mascara créée en 1913 et le croissant club musulman bel abbesien créé en 1914.
En 1911 la Fédération française de football crée un Championnat d'Afrique du Nord de football, dans lequel les clubs musulmans de l'Oranie prennent part (Le Football Club Musulmane de Mascara, le Mouloudia Club Musulman Oranais, le Rachidia Club Relizanais, le Club Musulman Saidéen et le Club Sportif Mostaganemois). Cette compétition devient officielle en 1921 après la création de trois Ligues régionales à Oran, Alger et Constantine. Le championnat nord africain regroupe les champions de chaque ligue dans un championnat d'honneur de 3e division française.
Dès sa fondation, en 1921, le Mouloudia Club d'Alger tend à incarner l’identité algérienne anticoloniale. Hostiles à cette structure, les autorités françaises obligèrent les équipes musulmanes à intégrer un quota de joueurs européens dans les années 1930 pour repousser l’affirmation de l’anticolonialisme dans le football.
L'USM Oran est fondé en 1926 sous le nom de l'Union sportive musulmane Oranaise. C'est le premier club à avoir imposé dans sa dénomination le mot "musulman" au lieu de la mention "franco-musulman" imposée par l'état à l'époque. C'est aussi le club musulman qui a représenté sportivement le mieux la communauté indigène musulmane en étant le club musulman le plus titré, en concurrence avec les clubs coloniaux de l'époque de la colonisation française.

## Après l'indépendance
Yacef Saâdi, chef militaire du Front de libération nationale (FLN) de la zone autonome d’Alger durant la bataille d’Alger (1957), et Zoubir Bouadjadj, révolutionnaire membre du « groupe des 22 » (à l’origine du déclenchement de la guerre de libération en 1954), ont joué à l’Union sportive de la médina d'Alger et y ont recruté des combattants. Une quarantaine de « martyrs de la libération » sont issus du club. L’équipe du FLN, le « Onze de l’indépendance », est constituée en avril 1958 comme l’un des porte-drapeaux de la cause révolutionnaire algérienne dans le monde.
La fédération nationale voit le jour en 1963 dans le but d'organiser des compétitions nationales et des matchs internationaux. Le premier championnat national ainsi que la coupe démarrent directement après l'indépendance en 1962.

### Équipe nationale
En 1956, est créé la première sélection représentant l’Équipe nationale d'Algérie, elle baptisée l'Equipe de l'Armée de libération nationale algérien (ALN) en mai 1957 après avoir été reconnue par le Front de libération nationale. L'équipe dispute son premier match le 1er juin 1957 à Tunis (4-1 contre la Tunisie). L'équipe est abandonnée en 1958 pour créer l'équipe du FLN.
En 1958, une sélection représentant l’Équipe nationale d'Algérie (équipe du FLN) est créée clandestinement par le Front de libération nationale (FLN) pour servir la cause algérienne, elle est composée essentiellement des joueurs professionnels qui jouent en division 1 Française tels Rachid Mekhloufi, l'équipe va disputer plusieurs matchs amicaux à grand niveau avec des sélections nationales et des clubs. L'équipe dispute son premier match le 3 mai 1958 à Tunis (5-1 contre la Tunisie).
Après l'indépendance de l'Algérie en 1962, l'équipe nationale d'Algérie est créée en 1963 et succède à l'historique Équipe du FLN, Le premier match de l'équipe se dispute le 6 janvier 1963 (2-1 contre la Bulgarie).
L'équipe nationale est connue sous le surnom des Fennecs ou Les Guerriers du Désert.

### Clubs
Le club le plus titré d’Algérie est la JS Kabylie qui totalise 28 titres toutes compétitions confondues. De nombreux titres nationaux et internationaux ont été remportés par le club, parmi eux, deux titres en Ligue des champions de la CAF.
La JS Kabylie détient le record en Championnat d'Algérie avec 14 titres.
Le plus titrés en Coupe d'Algérie est le CR Belouizdad avec 9 titres.
| # | Club          | Ch. | C. | CL | SC | Afr. du N. | M. Arabe | Afrique | Int. | TOTAL |
| - | ------------- | --- | -- | -- | -- | ---------- | -------- | ------- | ---- | ----- |
| 1 | JS Kabylie    | 14  | 5  | 1  | 1  | 0          | 0        | 6       | 0    | 27    |
| 2 | ES Sétif      | 8   | 8  | 0  | 2  | 3          | 2        | 3       | 1    | 27    |
| 3 | CR Belouizdad | 10  | 9  | 1  | 2  | 3          | 0        | 0       | 0    | 24    |
| 4 | MC Alger      | 8   | 8  | 1  | 3  | 2          | 0        | 1       | 0    | 23    |
| 5 | USM Alger     | 8   | 8  | 0  | 2  | 0          | 1        | 2       | 0    | 21    |
| 6 | MC Oran       | 4   | 4  | 1  | 0  | 0          | 3        | 0       | 0    | 12    |

L'écriture en gras montre le club plus titrés dans la compétition.

### Supercoupe d'Afrique 1982 (compétition non-CAF)
La Supercoupe d'Afrique 1982 est un match qui s'est déroulé le 25 janvier 1982 lors du Tournoi de la Fraternité à Abidjan en Côte d'Ivoire. La JS Kabylie remporte ce trophée, face aux Camerounais de l'Union Douala.

### Joueurs algériens Ballon d'or africain
Les Ballon d'or algériens sont :
1ers au classement :
- 1981 : Lakhdar Belloumi
- 1987 : Rabah Madjer
- 2016 : Riyad Mahrez

2es au classement:
- 1978 : Ali Bencheikh
- 1982 : Salah Assad
- 1985 : Rabah Madjer
- 1990 : Tahar Chérif El-Ouazzani

3es au classement:
- 1976 : Ali Bencheikh
- 1979 : Ali Fergani
- 1982 : Lakhdar Belloumi
- 1985 : Djamel Menad
- 1990 : Rabah Madjer
- 2019 : Riyad Mahrez

### Abréviations typiques
Les abréviations les plus répandues en Algérie :
| - ASM = Association Sportive Musulmane - CR = Chabab Riadhi - ES = Entente Sportive - ESM = Etoile Sportive Musulmane - FR = Feth Riadhi - GC = Ghali Club - IRB = Ittihad Riadhi Baladiat (Union sportive de la commune) - JS = Jeunesse Sportive | - JSM = Jeunesse Sportive Madinet - MC = Mouloudia Club - O = Olympique - RC = Raed Club - USM = Union Sportive de la Médina - WA = Widad Athletic - AC = Athletic Club |

## Organisation
Les compétitions sont organisées par la FAF, la fédération algérienne de football. Il y a 3 niveaux ou divisions de football national organisés et en dessous plusieurs niveaux régionaux liés aux différentes régions d'Algérie. L'illustration ci-dessous montre ces différents niveaux.
À la fin de la saison, les équipes peuvent monter ou descendre d'une division. Le champion d'une série peut monter directement au niveau supérieur. Dans les échelons inférieurs les autres équipes disputent un tour final pour accéder au niveau supérieur ou pour éviter la descente. Quand une même division compte plusieurs séries, les clubs sont le plus souvent répartis en fonction de leur situation géographique.
Les compétitions de niveau 1 et 2 sont organisées par la Ligue nationale de football professionnel, celles de niveau 3 par la Ligue nationale du football amateur, celle du niveau 4 par la Ligue inter-régions de football, celles de niveau 5 par les ligues régionales de football, et les niveaux de plus que 6 sont organisés par les ligues de wilayas de football et les ligues communales de football.
(Voir l’article : Structure pyramidale des ligues de football en Algérie).
| Niveau | Niveau | Division                                                            | Division                                                            | Division                                                            | Division                                                            | Division                                                            | Division                                                            | Division                                                            | Division                                                            | Division                                                            | Division                                                            | Division                                                            | Division                                                            | Division                                                            | Division                                                            | Division                                                            | Division                                                            | Division                                                            | Division                                                            | Division                                                            | Division                                                            | Division                                                            | Division                                                            | Division                                                            | Division                                                            | Division                                                            | Division                                                            | Division                                                            | Division                                                            | Division                                                            | Division                                                            | Division                                                            | Division                                                            | Division                                                            | Division                                                            | Division                                                            | Division                                                            | Division                                                            | Division                                                            | Division                                                            | Division                                                            |
| ------ | ------ | ------------------------------------------------------------------- | ------------------------------------------------------------------- | ------------------------------------------------------------------- | ------------------------------------------------------------------- | ------------------------------------------------------------------- | ------------------------------------------------------------------- | ------------------------------------------------------------------- | ------------------------------------------------------------------- | ------------------------------------------------------------------- | ------------------------------------------------------------------- | ------------------------------------------------------------------- | ------------------------------------------------------------------- | ------------------------------------------------------------------- | ------------------------------------------------------------------- | ------------------------------------------------------------------- | ------------------------------------------------------------------- | ------------------------------------------------------------------- | ------------------------------------------------------------------- | ------------------------------------------------------------------- | ------------------------------------------------------------------- | ------------------------------------------------------------------- | ------------------------------------------------------------------- | ------------------------------------------------------------------- | ------------------------------------------------------------------- | ------------------------------------------------------------------- | ------------------------------------------------------------------- | ------------------------------------------------------------------- | ------------------------------------------------------------------- | ------------------------------------------------------------------- | ------------------------------------------------------------------- | ------------------------------------------------------------------- | ------------------------------------------------------------------- | ------------------------------------------------------------------- | ------------------------------------------------------------------- | ------------------------------------------------------------------- | ------------------------------------------------------------------- | ------------------------------------------------------------------- | ------------------------------------------------------------------- | ------------------------------------------------------------------- | ------------------------------------------------------------------- |
| 1      | 1      | Ligue 1 Pro 16 clubs                                                | Ligue 1 Pro 16 clubs                                                | Ligue 1 Pro 16 clubs                                                | Ligue 1 Pro 16 clubs                                                | Ligue 1 Pro 16 clubs                                                | Ligue 1 Pro 16 clubs                                                | Ligue 1 Pro 16 clubs                                                | Ligue 1 Pro 16 clubs                                                | Ligue 1 Pro 16 clubs                                                | Ligue 1 Pro 16 clubs                                                | Ligue 1 Pro 16 clubs                                                | Ligue 1 Pro 16 clubs                                                | Ligue 1 Pro 16 clubs                                                | Ligue 1 Pro 16 clubs                                                | Ligue 1 Pro 16 clubs                                                | Ligue 1 Pro 16 clubs                                                | Ligue 1 Pro 16 clubs                                                | Ligue 1 Pro 16 clubs                                                | Ligue 1 Pro 16 clubs                                                | Ligue 1 Pro 16 clubs                                                | Ligue 1 Pro 16 clubs                                                | Ligue 1 Pro 16 clubs                                                | Ligue 1 Pro 16 clubs                                                | Ligue 1 Pro 16 clubs                                                | Ligue 1 Pro 16 clubs                                                | Ligue 1 Pro 16 clubs                                                | Ligue 1 Pro 16 clubs                                                | Ligue 1 Pro 16 clubs                                                | Ligue 1 Pro 16 clubs                                                | Ligue 1 Pro 16 clubs                                                | Ligue 1 Pro 16 clubs                                                | Ligue 1 Pro 16 clubs                                                | Ligue 1 Pro 16 clubs                                                | Ligue 1 Pro 16 clubs                                                | Ligue 1 Pro 16 clubs                                                | Ligue 1 Pro 16 clubs                                                | Ligue 1 Pro 16 clubs                                                | Ligue 1 Pro 16 clubs                                                | Ligue 1 Pro 16 clubs                                                | Ligue 1 Pro 16 clubs                                                |
| 2      | 2      | Ligue 2 16 clubs                                                    | Ligue 2 16 clubs                                                    | Ligue 2 16 clubs                                                    | Ligue 2 16 clubs                                                    | Ligue 2 16 clubs                                                    | Ligue 2 16 clubs                                                    | Ligue 2 16 clubs                                                    | Ligue 2 16 clubs                                                    | Ligue 2 16 clubs                                                    | Ligue 2 16 clubs                                                    | Ligue 2 16 clubs                                                    | Ligue 2 16 clubs                                                    | Ligue 2 16 clubs                                                    | Ligue 2 16 clubs                                                    | Ligue 2 16 clubs                                                    | Ligue 2 16 clubs                                                    | Ligue 2 16 clubs                                                    | Ligue 2 16 clubs                                                    | Ligue 2 16 clubs                                                    | Ligue 2 16 clubs                                                    | Ligue 2 16 clubs                                                    | Ligue 2 16 clubs                                                    | Ligue 2 16 clubs                                                    | Ligue 2 16 clubs                                                    | Ligue 2 16 clubs                                                    | Ligue 2 16 clubs                                                    | Ligue 2 16 clubs                                                    | Ligue 2 16 clubs                                                    | Ligue 2 16 clubs                                                    | Ligue 2 16 clubs                                                    | Ligue 2 16 clubs                                                    | Ligue 2 16 clubs                                                    | Ligue 2 16 clubs                                                    | Ligue 2 16 clubs                                                    | Ligue 2 16 clubs                                                    | Ligue 2 16 clubs                                                    | Ligue 2 16 clubs                                                    | Ligue 2 16 clubs                                                    | Ligue 2 16 clubs                                                    | Ligue 2 16 clubs                                                    |
| 3      | 3      | National - Groupe Ouest 16 clubs                                    | National - Groupe Ouest 16 clubs                                    | National - Groupe Ouest 16 clubs                                    | National - Groupe Ouest 16 clubs                                    | National - Groupe Ouest 16 clubs                                    | National - Groupe Ouest 16 clubs                                    | National - Groupe Ouest 16 clubs                                    | National - Groupe Ouest 16 clubs                                    | National - Groupe Ouest 16 clubs                                    | National - Groupe Ouest 16 clubs                                    | National - Groupe Ouest 16 clubs                                    | National - Groupe Ouest 16 clubs                                    | National - Groupe Ouest 16 clubs                                    | National - Groupe Centre 16 clubs                                   | National - Groupe Centre 16 clubs                                   | National - Groupe Centre 16 clubs                                   | National - Groupe Centre 16 clubs                                   | National - Groupe Centre 16 clubs                                   | National - Groupe Centre 16 clubs                                   | National - Groupe Centre 16 clubs                                   | National - Groupe Centre 16 clubs                                   | National - Groupe Centre 16 clubs                                   | National - Groupe Centre 16 clubs                                   | National - Groupe Centre 16 clubs                                   | National - Groupe Centre 16 clubs                                   | National - Groupe Centre 16 clubs                                   | National - Groupe Centre 16 clubs                                   | National - Groupe Est 16 clubs                                      | National - Groupe Est 16 clubs                                      | National - Groupe Est 16 clubs                                      | National - Groupe Est 16 clubs                                      | National - Groupe Est 16 clubs                                      | National - Groupe Est 16 clubs                                      | National - Groupe Est 16 clubs                                      | National - Groupe Est 16 clubs                                      | National - Groupe Est 16 clubs                                      | National - Groupe Est 16 clubs                                      | National - Groupe Est 16 clubs                                      | National - Groupe Est 16 clubs                                      | National - Groupe Est 16 clubs                                      |
| 4      | 4      | Inter-Région - Groupe Ouest 16 clubs                                | Inter-Région - Groupe Ouest 16 clubs                                | Inter-Région - Groupe Ouest 16 clubs                                | Inter-Région - Groupe Ouest 16 clubs                                | Inter-Région - Groupe Ouest 16 clubs                                | Inter-Région - Groupe Ouest 16 clubs                                | Inter-Région - Groupe Ouest 16 clubs                                | Inter-Région - Groupe Ouest 16 clubs                                | Inter-Région - Groupe Ouest 16 clubs                                | Inter-Région - Groupe Ouest 16 clubs                                | Inter-Région - Groupe Centre Ouest 16 clubs                         | Inter-Région - Groupe Centre Ouest 16 clubs                         | Inter-Région - Groupe Centre Ouest 16 clubs                         | Inter-Région - Groupe Centre Ouest 16 clubs                         | Inter-Région - Groupe Centre Ouest 16 clubs                         | Inter-Région - Groupe Centre Ouest 16 clubs                         | Inter-Région - Groupe Centre Ouest 16 clubs                         | Inter-Région - Groupe Centre Ouest 16 clubs                         | Inter-Région - Groupe Centre Ouest 16 clubs                         | Inter-Région - Groupe Centre Ouest 16 clubs                         | Inter-Région - Groupe Centre Est 16 clubs                           | Inter-Région - Groupe Centre Est 16 clubs                           | Inter-Région - Groupe Centre Est 16 clubs                           | Inter-Région - Groupe Centre Est 16 clubs                           | Inter-Région - Groupe Centre Est 16 clubs                           | Inter-Région - Groupe Centre Est 16 clubs                           | Inter-Région - Groupe Centre Est 16 clubs                           | Inter-Région - Groupe Centre Est 16 clubs                           | Inter-Région - Groupe Centre Est 16 clubs                           | Inter-Région - Groupe Centre Est 16 clubs                           | Inter-Région - Groupe Est 16 clubs                                  | Inter-Région - Groupe Est 16 clubs                                  | Inter-Région - Groupe Est 16 clubs                                  | Inter-Région - Groupe Est 16 clubs                                  | Inter-Région - Groupe Est 16 clubs                                  | Inter-Région - Groupe Est 16 clubs                                  | Inter-Région - Groupe Est 16 clubs                                  | Inter-Région - Groupe Est 16 clubs                                  | Inter-Région - Groupe Est 16 clubs                                  | Inter-Région - Groupe Est 16 clubs                                  |
| 5      | I      | Ligue d'Oran 16 clubs                                               | Ligue d'Oran 16 clubs                                               | Ligue d'Oran 16 clubs                                               | Ligue d'Oran 16 clubs                                               | Ligue d'Oran 16 clubs                                               | Ligue de Saïda 16 clubs                                             | Ligue de Saïda 16 clubs                                             | Ligue de Saïda 16 clubs                                             | Ligue de Saïda 16 clubs                                             | Ligue de Saïda 16 clubs                                             | Ligue de Blida 16 clubs                                             | Ligue de Blida 16 clubs                                             | Ligue de Blida 16 clubs                                             | Ligue de Blida 16 clubs                                             | Ligue de Blida 16 clubs                                             | Ligue d'Alger 16 clubs                                              | Ligue d'Alger 16 clubs                                              | Ligue d'Alger 16 clubs                                              | Ligue d'Alger 16 clubs                                              | Ligue d'Alger 16 clubs                                              | Ligue de Batna 16 clubs                                             | Ligue de Batna 16 clubs                                             | Ligue de Batna 16 clubs                                             | Ligue de Batna 16 clubs                                             | Ligue de Batna 16 clubs                                             | Ligue de Annaba 16 clubs                                            | Ligue de Annaba 16 clubs                                            | Ligue de Annaba 16 clubs                                            | Ligue de Annaba 16 clubs                                            | Ligue de Annaba 16 clubs                                            | Ligue de Constantine 16 clubs                                       | Ligue de Constantine 16 clubs                                       | Ligue de Constantine 16 clubs                                       | Ligue de Constantine 16 clubs                                       | Ligue de Constantine 16 clubs                                       | Ligue de Ouargla 16 clubs                                           | Ligue de Ouargla 16 clubs                                           | Ligue de Ouargla 16 clubs                                           | Ligue de Ouargla 16 clubs                                           | Ligue de Ouargla 16 clubs                                           |
| 5      | II     | Régionale II (8 groupes de Ligues)                                  | Régionale II (8 groupes de Ligues)                                  | Régionale II (8 groupes de Ligues)                                  | Régionale II (8 groupes de Ligues)                                  | Régionale II (8 groupes de Ligues)                                  | Régionale II (8 groupes de Ligues)                                  | Régionale II (8 groupes de Ligues)                                  | Régionale II (8 groupes de Ligues)                                  | Régionale II (8 groupes de Ligues)                                  | Régionale II (8 groupes de Ligues)                                  | Régionale II (8 groupes de Ligues)                                  | Régionale II (8 groupes de Ligues)                                  | Régionale II (8 groupes de Ligues)                                  | Régionale II (8 groupes de Ligues)                                  | Régionale II (8 groupes de Ligues)                                  | Régionale II (8 groupes de Ligues)                                  | Régionale II (8 groupes de Ligues)                                  | Régionale II (8 groupes de Ligues)                                  | Régionale II (8 groupes de Ligues)                                  | Régionale II (8 groupes de Ligues)                                  | Régionale II (8 groupes de Ligues)                                  | Régionale II (8 groupes de Ligues)                                  | Régionale II (8 groupes de Ligues)                                  | Régionale II (8 groupes de Ligues)                                  | Régionale II (8 groupes de Ligues)                                  | Régionale II (8 groupes de Ligues)                                  | Régionale II (8 groupes de Ligues)                                  | Régionale II (8 groupes de Ligues)                                  | Régionale II (8 groupes de Ligues)                                  | Régionale II (8 groupes de Ligues)                                  | Régionale II (8 groupes de Ligues)                                  | Régionale II (8 groupes de Ligues)                                  | Régionale II (8 groupes de Ligues)                                  | Régionale II (8 groupes de Ligues)                                  | Régionale II (8 groupes de Ligues)                                  | Régionale II (8 groupes de Ligues)                                  | Régionale II (8 groupes de Ligues)                                  | Régionale II (8 groupes de Ligues)                                  | Régionale II (8 groupes de Ligues)                                  | Régionale II (8 groupes de Ligues)                                  |
| 6+     | 6+     | Compétition par wilaya (Division d'Honneur et Division Pré-Honneur) | Compétition par wilaya (Division d'Honneur et Division Pré-Honneur) | Compétition par wilaya (Division d'Honneur et Division Pré-Honneur) | Compétition par wilaya (Division d'Honneur et Division Pré-Honneur) | Compétition par wilaya (Division d'Honneur et Division Pré-Honneur) | Compétition par wilaya (Division d'Honneur et Division Pré-Honneur) | Compétition par wilaya (Division d'Honneur et Division Pré-Honneur) | Compétition par wilaya (Division d'Honneur et Division Pré-Honneur) | Compétition par wilaya (Division d'Honneur et Division Pré-Honneur) | Compétition par wilaya (Division d'Honneur et Division Pré-Honneur) | Compétition par wilaya (Division d'Honneur et Division Pré-Honneur) | Compétition par wilaya (Division d'Honneur et Division Pré-Honneur) | Compétition par wilaya (Division d'Honneur et Division Pré-Honneur) | Compétition par wilaya (Division d'Honneur et Division Pré-Honneur) | Compétition par wilaya (Division d'Honneur et Division Pré-Honneur) | Compétition par wilaya (Division d'Honneur et Division Pré-Honneur) | Compétition par wilaya (Division d'Honneur et Division Pré-Honneur) | Compétition par wilaya (Division d'Honneur et Division Pré-Honneur) | Compétition par wilaya (Division d'Honneur et Division Pré-Honneur) | Compétition par wilaya (Division d'Honneur et Division Pré-Honneur) | Compétition par wilaya (Division d'Honneur et Division Pré-Honneur) | Compétition par wilaya (Division d'Honneur et Division Pré-Honneur) | Compétition par wilaya (Division d'Honneur et Division Pré-Honneur) | Compétition par wilaya (Division d'Honneur et Division Pré-Honneur) | Compétition par wilaya (Division d'Honneur et Division Pré-Honneur) | Compétition par wilaya (Division d'Honneur et Division Pré-Honneur) | Compétition par wilaya (Division d'Honneur et Division Pré-Honneur) | Compétition par wilaya (Division d'Honneur et Division Pré-Honneur) | Compétition par wilaya (Division d'Honneur et Division Pré-Honneur) | Compétition par wilaya (Division d'Honneur et Division Pré-Honneur) | Compétition par wilaya (Division d'Honneur et Division Pré-Honneur) | Compétition par wilaya (Division d'Honneur et Division Pré-Honneur) | Compétition par wilaya (Division d'Honneur et Division Pré-Honneur) | Compétition par wilaya (Division d'Honneur et Division Pré-Honneur) | Compétition par wilaya (Division d'Honneur et Division Pré-Honneur) | Compétition par wilaya (Division d'Honneur et Division Pré-Honneur) | Compétition par wilaya (Division d'Honneur et Division Pré-Honneur) | Compétition par wilaya (Division d'Honneur et Division Pré-Honneur) | Compétition par wilaya (Division d'Honneur et Division Pré-Honneur) | Compétition par wilaya (Division d'Honneur et Division Pré-Honneur) |

## Stades de plus de 20 000 places
- Stade du 5-Juillet-1962 : 64 000 places. Club : MC Alger / Union sportive de la médina d'Alger (USMA)
- Stade du 19 mai 1956 : 56 000 places. Club : USM Annaba
- Stade Hocine-Aït-Ahmed 50 766 places. Club : JS Kabylie
- Stade du 24 février 1956 : 45 000 places. Club : USM Bel Abbès
- Stade Nelson Mandela : 40 874 places
- Stade Miloud Hadefi : 40 143 places. Club : MC Oran
- Stade de Douera : 40 000 places. Club : MC Alger
- Stade Ahmed-Zabana : 40 000 places. Club : MC Oran
- Stade Rouibah Hocine : 35 000 places. Club : JS Djijel
- Stade Ahmed-Kaïd : 30 000 places. Club : JSM Tiaret
- Stade Tahar-Zoughari : 30 000 places. Club : RC Relizane
- Stade Mustapha-Tchaker : 25 000 places. Club : USM Blida
- Stade du 13-avril-1958 : 25 000 places. Club : MC Saïda
- Stade Mohamed-Hamlaoui : 22 986 places. Clubs : CS Constantine
- Stade de l'Unité Africaine : 22 000 places. Club : GC Mascara
- Stade Abdelkrim-Kerroum : 20 000 places. Club : CC Sig
- Stade du 20-Août-1955 (Skikda) : 20 000 places. Club : JSM Skikda

en extension:
Stade du 20-Août-1955 (Bordj Bou Arreridj) (23 000), Stade de Bouira (20 000), Stade de Koléa (20 000)
En projet:
Stade de Sétif (45 000), Stade de Constantine (40 000), Stade de Mostaganem (40 000), Stade de Béjaia (30 000).